# Bitch Lasagna
«Bitch Lasagna» (с англ. — «Сучья Лазанья»; первоначально названная «T-Series Diss Track») — песня шведского ютубера и комика Пьюдипая в сотрудничестве с голландским музыкальным продюсером Party In Backyard. Песня высмеивает индийский музыкальный лейбл T-Series, как ответ на прогнозы о том, что T-Series превзойдёт Пьюдипая по количеству подписчиков. Песня стала одним из первых событий в битве PewDiePie vs T-Series, в котором два канала соревновались за звание канала с наибольшим количеством подписчиков на YouTube.
Песня была впервые выпущена с сопровождающим музыкальным видео 5 октября 2018 года, и была переименована и переиздана на музыкальные платформы 6 ноября 2018 года. По состоянию на январь 2022 года песня набрала 300 миллионов просмотров на YouTube, став самым просматриваемым видео на канале Пьюдипая.

## Предыстория

### PewDiePie vs T-Series
В середине-конце 2018 года количество подписчиков индийского музыкального лейбла T-Series быстро приблизилось к числу подписчиков шведского ютубера и веб-комика Пьюдипая, который на тот момент имел наибольшее количество подписчиков на YouTube. В результате, поклонники, наряду со знаменитостями и другими ютуберами, выразили свою поддержку для каждого канала, призывая своих подписчиков подписаться на них. В ходе битвы оба канала набрали значительное количество подписчиков быстрыми темпами, перескочив примерно с 60 миллионов до 100 миллионов подписчиков за несколько месяцев. Эти два канала превзошли друг друга в количестве подписчиков в ряде случаев в феврале, марте, а затем в апреле 2019 года, когда Пьюдипай объявил о прекращении мема «подпишитесь на Пьюдипая», а T-Series стал самым подписанным каналом YouTube.

### Содержание песни
Название песни ссылается на вирусный скриншот Facebook Messenger, популяризированный на Reddit, в котором индийский мужчина на ломаном английском языке требует обнажённых фотографий и называет получателя «Bitch Lasagna», когда его сообщения остаются без ответа. В песне Пьюдипай оскорбляет T-Series и их видеоконтент, ссылается на современные индийские стереотипы и обвиняет компанию в использовании бота по накрутке подписчиков.

## Отзывы

### Разногласия
Поскольку освещение PewDiePie vs T-Series росло в основных средствах массовой информации, новостные организации освещали роль «Bitch Lasagna» в вражде. Vox указали на текст песни, содержащий «явный и подразумеваемый расизм». Rolling Stone сообщили, что Пьюдипай был обвинён в использовании антииндийских оскорблений в песне. Они добавили, что: «многие спорили … то, что его использование „ироничного“ антисемитского или расистского юмора в его видео может служить шлюзом для подписчиков, чтобы начать искать более откровенно экстремистский контент», хотя это было оспорено Эваном Балгордом, исполнительным директором канадской сети по борьбе с ненавистью, который они процитировали, сказав: «Пьюдипай редко, если вообще когда-либо замечает мой радар. В результате я не слежу за ним внимательно… он нигде не упоминается как ступенька к радикализации, как человек, такой как Стефан Молинье, например».

### Запрет в Индии
В апреле 2019 года песня была запрещена в Индии в результате того, что Пьюдипай выпустил второй дисс-трек против T-Series «Congratulations». T-Series утверждают, что треки были «клеветнические, пренебрежительные, обидные и оскорбительные» и что песни содержали «комментарии с оскорбительным, вульгарным, а также расистским характером». Верховный суд Дели удовлетворил судебный запрет против двух песен, отметив, что Пьюдипай при общении с T-Series после выхода «Bitch Lasagna» извинился и «заверил, что он не планирует больше видео на эту тему».
В августе 2019 года сообщалось, что T-Series и Пьюдипай урегулировали свои юридические споры вне суда.